# Micro Focus
Micro Focus war ein britisches international tätiges Software-Unternehmen mit Sitz in Newbury, Berkshire. Ende Januar 2023 gab OpenText bekannt, dass die im August 2022 angekündigte Übernahme von Micro Focus abgeschlossen wurde.

## Leistungen
Mit den Lösungen und Dienstleistungen von Micro Focus für Enterprise Application Modernisation, Testing und Software Management können Unternehmen große Software-Anwendungen wie Mainframe-Applikationen modernisieren und optimieren.
Die Modernisierung umfasst die Ergänzung und Erweiterung von bestehenden Applikationen durch Technologien wie Jakarta EE oder das .Net-Framework, sowie die Optimierung von Applikationen auf Mainframe- und Host-Systemen mit kostengünstigen Plattformen wie Windows, Unix und Linux. Mit den Micro Focus Cloud Services können Unternehmen ihre Kernanwendungen vom eigenen Host-System auf eine beliebige Cloud-Plattform verlagern und auf diese Weise Kosten reduzieren und Prozesse vereinfachen. Anfang 2011 hat Micro Focus mit Visual COBOL R3 ein Werkzeug vorgestellt, das wahlweise mit Microsoft Visual Studio oder Eclipse betrieben werden und u. a. COBOL direkt für die Java Virtual Machine übersetzen kann.
Micro Focus bietet außerdem Consulting-Leistungen in den Bereichen Application Portfolio Management, Modernisierung von Enterprise- und Mainframe-Applikationen, Application Development und Qualitätssicherung.
Außerdem gehörten die Marken Novell und SUSE zu Micro Focus International. Im Juli 2018 wurde SUSE an die schwedische Investitionsgruppe EQT Partners AB für 2,5 Milliarden US-Dollar weiterverkauft.

## Geschichte
Micro Focus wurde 1976 gegründet und konnte in den folgenden Jahren eine Führungsposition im COBOL-Markt einnehmen. Bekannt wurde das Unternehmen, weil es schon bald eine komplette COBOL-Entwicklungsumgebung für die PC-Plattform anbot, mit der Anwender COBOL-Programme flexibel auf dem PC entwickeln und sie 1:1 auf Mainframes oder andere Systeme portieren konnten.
1999 wurde Micro Focus mit Intersolv zu Merant verschmolzen. Im Juni 2001 verkaufte Merant den Unternehmensbereich Micro Focus an die kalifornische Investorengruppe Golden Gate Capital und Parallax Capital. Seither agiert Micro Focus wieder als völlig selbständiges Unternehmen.
Micro Focus hat in den letzten Jahren sein Portfolio durch eine Reihe von Akquisitionen erweitert. So wurde 2006 die italienische HAL Knowledge Solutions SPA, ein Hersteller von Application-Portfolio-Management-Software, übernommen. 2007 erwarb Micro Focus den COBOL-Anbieter Acucorp und 2008 NetManage, ein Unternehmen, das Software zur Umwandlung von Applikationen in Web-basierte Lösungen entwickelt. 2009 übernahm Micro Focus den Software-Hersteller Borland und von Compuware die Geschäftsbereiche „Application Testing“ und „Automated Software Quality“. 2014 erwarb Micro Focus die Attachmate Group mit den Tochterfirmen Novell und SUSE. Am 21. November 2014 wurde die erfolgreiche Fusion (Merger) beider Unternehmen bekannt gegeben.
Im Jahre 2016 folgte die Übernahme von Serena Software für 540 Millionen US-Dollar sowie für 2,5 Milliarden US-Dollar der Erwerb großer Softwarebereiche von Hewlett Packard Enterprise. Die HPE-Aktionäre behalten 50,1 Prozent am Gemeinschaftsunternehmen, das im Zuge einer umgekehrten Fusion Aktien für 6,3 Milliarden US-Dollar ausgibt.
Nach der Übernahme des Softwarebereichs von Hewlett Packard Enterprise gehörte Micro Focus mit einem Umsatz von 3,355 Mrd. US-Dollar zu den größten Softwareunternehmen weltweit.
Im März 2018 verlor Micro Focus 56 Prozent seines Börsenwertes, nachdem es eine Gewinnwarnung ausgesprochen hatte. Diese wurde damit begründet, dass die Integration der Softwaresparte von HP schwerer sei als gedacht.
Im gleichen Jahr verkaufte Micro Focus SUSE an den Investor EQT.
Im Juli 2020 kaufte Micro Focus die Cybersecurity-Firma ATAR Labs.
Im August 2022 machte Open Text ein Angebot, das Unternehmen für 6 Mrd. Dollar zu übernehmen. Am 18. Oktober 2022 stimmten die Micro Focus-Aktionäre mehrheitlich der Übernahme zu. Die Übernahme fand 2023 statt.